# Caffè Nuovo
Il Caffè Nuovo è stato uno storico caffè di Roma, chiuso nel 1879.

## Storia
Al piano terreno del Palazzo Ruspoli (ex Gaetani), che sorge fra piazza San Lorenzo in Lucina, largo Goldoni e il Corso Umberto, c'era il Caffè Nuovo: otto sale affrescate, tra cui la Barchessa con aerei e luminosi pergolati, dipinta nel 1827 dall'olandese Lindström.
La prima decorazione ad affresco, di gusto schiettamente arcadico e oggi interamente perduta, era stata commissionata da Francesco Maria Ruspoli nel 1715 e vi avevano lavorato Pietro Paolo Cennini, Antonio Bicchierai, Antonio Amorosi, Christian Reder e Francesco Borgognone (François Simonet). Gli affreschi resistettero fino al 1838, quando furono distrutti. «Una memoria la troviamo in un dipinto di Karl Jhoan Linström La sala boschereccia al Caffè Nuovo a Palazzo Ruspoli, 1827, oggi a Roma, Museo Napoleone.»
Stendhal descrisse le sale del Caffè Nuovo in questi termini, nelle sue Promenades dans Rome, alla data 10 ottobre 1828: «Hanno grandi porte finestre, che si aprono direttamente su un giardino pieno d'aranci, le cui frutta dorate sono pronte per essere còlte.» Ad aspettare gli avventori, all'ingresso sul Corso sostava il nano Giovanni Giganti, detto Bajocco (1792-1834), che faceva un curioso gioco di abilità con una monetina: la metteva sulla fronte, poi con un volteggio la lanciava in aria e la riprendeva in bocca. Alla sua morte, Bajocco meritò una citazione nel sonetto del Belli L'anima der curzoretto apostolico.

### IlPerdonodi Pio IX
Il 16 luglio 1846, per la sua elevazione a pontefice, Pio IX promulgò l'editto del Perdono, con il quale cancellava i delitti di natura politica, liberava dal carcere i detenuti politici e troncava i processi per delitti politici. Un tripudio di feste attraversò l'intero Stato della Chiesa: luminarie, balli in piazza, odi di ringraziamento. Qui nacque la speranza illusoria che il Pontefice poteva essere messo a capo di una Unione politica dell'Italia.
Dal racconto di un cronista del tempo sappiamo che cosa accadde al Caffè Nuovo: «Nel novero de' domestici tripudii siami lecito ricordare quello che ebbe luogo nel giardino del caffè sotto il palazzo Ruspoli, procurato dal proprietario di esso, Vincenzo Ricci. Ivi furono canti, suoni, fuochi artifiziati; e il tutto procedette col più bell'ordine, e mantenne la letizia nel popolo. Dirò pure, come l'esterna parte del caffè che guarda sul corso facesse vaga mostra per questa iscrizione:
Vivi alla felicità de' tuoi popoli

Vivi all'amor de' tuoi figli

Vivi alla venerazione del mondo.
Sulla porta poi, per cui si ha ingresso al giardino del caffè, era lo stemma del Pontefice, colla seguente iscrizione sottostante:
Ti salutino o venerato stemma le genti

Siccome aurora di giorni più avventurosi.
Tanto questa, quanto l'antecedente epigrafe furono dettate da quel vivace ingegno che è Francesco Spada.»
Nel 1847 il Caffè Nuovo fu il primo locale romano ad essere illuminato a gas.

### Gli anni dell'attesa
Dopo la caduta della Repubblica Romana i militari francesi furono trattati con scortesia dal personale del Caffè Nuovo, tanto che fu necessario chiuderlo. Alla riapertura, il suo nome era mutato in Café Militaire Français. Al contrario, le vittorie del 1859 furono celebrate in piena concordia, da festanti avventori francesi e italiani. Una sala del Caffè Nuovo diventò il luogo d'incontro dei poeti della Scuola romana, un gruppo di poeti e scrittori, tra cui i fratelli Giovanni Battista e Giuseppe Maccari, il giovanissimo Domenico Gnoli e il duca Giovanni Torlonia - figlio di don Marino -  poeta, filantropo e collezionista di antiche iscrizioni latine. Ai tavolini del caffè sedettero Giosuè Carducci, in visita per esplorare le rovine romane ed Enrico Nencioni. I discorsi rimbalzavano dalla metrica alla traduzione di liriche dell'antica Grecia, da Dante a Orazio, da Leopardi a Cicerone. Di romanticismo, di Berchet, degli Inni di Manzoni, questi poeti non volevano sentir parlare.

### Arrivo degli italiani
Dopo il 1870 il proprietario Vittorio Ricci, che possedeva anche il Caffè Veneziano, decise di cambiare ancora una volta il nome al locale che diventò il Caffè d'Italia. Ebbe poca fortuna. Nel 1874 una triste notizia di cronaca si diffuse in città: al Caffè d'Italia si era verificato un caso di suicidio. Gli avventori disertarono il locale, che decadde. Fu chiuso nel 1879, ma la nuova atmosfera della Capitale d'Italia aveva mutato i gusti degli avventori e non fu rimpianto.